# Camille Dalmais
Camille Dalmais známější pouze pod jménem Camille (* 10. března 1978 v Paříži), je francouzská zpěvačka, skladatelka a příležitostná herečka.
Své první album Le Sac des filles vydala ještě v době studií na Institut d'études politiques de Paris. V roce 2005 bylo její album Le Fil oceněno francouzskou hudební cenou Prix Constantin a dále toto album získalo i disque d'or (obdoba české Zlaté desky) kterou uděluje Syndicat national de l'édition phonographique za více než 100 000 prodaných kopií. Album Le Fil je mnohými přirovnáváno k albu Medúlla od islandské zpěvačky Björk. Obě zpěvačky totiž pracují velmi podobně s hlasem a se zvuky, které je schopno vytvořit lidské tělo. Na rozdíl od alba Medúlla které je poměrně temné je však Le Fil lehké a hravé.
Camille spolupracovala mj. i s francouzským hudebním uskupením Nouvelle Vague a podílela se i na soundtracku k animovanému filmu Ratatouille.

## Diskografie
- 2002 – Le Sac des filles
- 2005 – Le Fil
- 2006 – Live au Trianon
- 2008 – Music Hole
- 2011 – Ilo Veyou
- 2013 – Ilo Lympia